# Eintracht Frankfurt 1967-1968
Questa voce raccoglie le informazioni riguardanti l'Eintracht Frankfurt nelle competizioni ufficiali della stagione 1967-1968.

## Stagione
Nella stagione 1967-1968 l'Eintracht Francoforte, allenato da Elek Schwartz, concluse il campionato di Bundesliga al 6º posto. In Coppa di Germania l'Eintracht Francoforte fu eliminato agli ottavi di finale dal Colonia. In Coppa delle Fiere l'Eintracht Francoforte fu eliminato al primo turno dal Nottingham Forest.

## Rosa
| N. |                     | Ruolo | Calciatore            |
| -- | ------------------- | ----- | --------------------- |
|    | Germania (bandiera) | P     | Siegbert Feghelm      |
|    | Germania (bandiera) | P     | Peter Kunter          |
|    | Germania (bandiera) | P     | Hans Tilkowski        |
|    | Germania (bandiera) | D     | Peter Blusch          |
|    | Serbia (bandiera)   | D     | Fahrudin Jusufi       |
|    | Germania (bandiera) | D     | Dieter Lindner        |
|    | Germania (bandiera) | D     | Friedel Lutz          |
|    | Germania (bandiera) | D     | Lothar Schämer        |
|    | Germania (bandiera) | D     | Karl-Heinz Wirth      |
|    | Germania (bandiera) | C     | Walter Bechtold       |
|    | Germania (bandiera) | C     | Hermann-Dieter Bellut |
|    | Germania (bandiera) | C     | Jürgen Friedrich      |

| N. |                     | Ruolo | Calciatore         |
| -- | ------------------- | ----- | ------------------ |
|    | Germania (bandiera) | C     | Günter Keifler     |
|    | Germania (bandiera) | C     | Helmut Kraus       |
|    | Ungheria (bandiera) | C     | István Sztáni      |
|    | Germania (bandiera) | A     | Ernst Abbé         |
|    | Germania (bandiera) | A     | Siegfried Bronnert |
|    | Germania (bandiera) | A     | Jürgen Grabowski   |
|    | Germania (bandiera) | A     | Bernd Hölzenbein   |
|    | Austria (bandiera)  | A     | Willi Huberts      |
|    | Germania (bandiera) | A     | Oskar Lotz         |
|    | Germania (bandiera) | A     | Bernd Nickel       |
|    | Germania (bandiera) | A     | Heiko Racky        |
|    | Germania (bandiera) | A     | Wolfgang Solz      |

## Organigramma societario
Area tecnica
- Allenatore: Elek Schwartz
- Allenatore in seconda:
- Preparatore dei portieri:
- Preparatori atletici:

## Calciomercato

### Sessione estiva
| Acquisti | Acquisti              | Acquisti                 | Acquisti |
| R.       | Nome                  | da                       | Modalità |
| -------- | --------------------- | ------------------------ | -------- |
| C        | Hermann-Dieter Bellut | Wolfsburg                |          |
| A        | Bernd Hölzenbein      | Eintracht Francoforte II |          |
| D        | Friedel Lutz          | Monaco 1860              |          |
| P        | Hans Tilkowski        | Borussia Dortmund        |          |

| Cessioni | Cessioni        | Cessioni          | Cessioni |
| R.       | Nome            | a                 | Modalità |
| -------- | --------------- | ----------------- | -------- |
| C        | Dieter Krafczyk | Hertha Berlino    |          |
| P        | Egon Loy        | Rot-Weiß Walldorf |          |

## Risultati

### Bundesliga

#### Girone di andata
| Arbitro: | Weyland |

|                                                |           |  |
| Köppel 21’, 47’ Friedrich 31’ (aut.) Gress 55’ | Marcatori |  |

| Arbitro: | Fritz |

|                                                           |           |                                    |
| Steinmann 15’ (aut.) Bechtold 21’ Solz 36’, 45’ Kraus 89’ | Marcatori | 16’, 44’ (rig.) Höttges 72’ Schütz |

| Arbitro: | Hennig |

|                       |           |          |
| Kapitulski 29’ (rig.) | Marcatori | 89’ Lotz |

| Arbitro: | Deuschel |

|          |           |                       |
| Lotz 23’ | Marcatori | 45’ Strehl 88’ Brungs |

| Arbitro: | Biwersi |

|  |           |            |
|  | Marcatori | 77’ Sztáni |

| Arbitro: | Schulenburg |

|              |           |               |
| Bechtold 21’ | Marcatori | 36’ Ferdinand |

| Arbitro: | Schmidt |

|                           |           |             |
| Heynckes 31’ Rodekamp 87’ | Marcatori | 20’ Huberts |

| Arbitro: | Fritz |

|                        |           |                                          |
| Huberts 1’ Schämer 36’ | Marcatori | 21’ (rig.) Müller 43’ Ohlhauser 80’ Roth |

| Arbitro: | Sturm |

|                       |           |                   |
| Trimhold 85’ Held 89’ | Marcatori | 11’ (aut.) Wessel |

| Arbitro: | Ott |

|                           |           |  |
| Keifler 45’ Grabowski 89’ | Marcatori |  |

| Arbitro: | Herden |

|                |           |                        |
| Gayer 66’, 69’ | Marcatori | 57’ Grabowski 79’ Lotz |

| Arbitro: | Radermacher |

|               |           |            |
| Grabowski 61’ | Marcatori | 42’ Dörfel |

| Arbitro: | Redelfs |

|                    |           |               |
| Schämer 85’ (rig.) | Marcatori | 15’, 68’ Löhr |

| Arbitro: | Schulenburg |

|           |           |               |
| Meyer 41’ | Marcatori | 44’ Friedrich |

| Arbitro: | Hennig |

|                         |           |  |
| Schämer 2’ Bechtold 69’ | Marcatori |  |

| Arbitro: | Kreitlein |

|                                                      |           |  |
| Küppers 54’ (rig.), 65’ (rig.), 78’ Kohlars 59’, 69’ | Marcatori |  |

| Arbitro: | Schäfer |

|                   |           |                         |
| Bechtold 11’, 83’ | Marcatori | 21’ Neuser 52’ Wittkamp |

#### Girone di ritorno
| Arbitro: | Frickel |

|                                         |           |  |
| Nickel 11’ Bechtold 29’, 64’ Blusch 69’ | Marcatori |  |

| Arbitro: | Thier |

|                    |           |  |
| Görts 42’ Rupp 45’ | Marcatori |  |

| Arbitro: | Seekamp |

|                                                               |           |                              |
| Lotz 3’ Bechtold 6’ Schämer 31’ (rig.) Solz 68’ Friedrich 78’ | Marcatori | 84’ Kentschke 87’ Roggensack |

| Arbitro: | Regely |

|  |           |                      |
|  | Marcatori | 22’ Solz 57’ Huberts |

| Arbitro: | Ohmsen |

|                                 |           |                       |
| Lotz 36’ Friedrich 50’ Solz 87’ | Marcatori | 46’ Lehmann 62’ Budde |

| Arbitro: | Redelfs |

|                              |           |              |
| Bechmann 19’ Klostermann 32’ | Marcatori | 75’ Bechtold |

| Arbitro: | Hennig |

|                                       |           |  |
| Bechtold 33’ Huberts 73’ Bronnert 83’ | Marcatori |  |

| Arbitro: | Radermacher |

|                          |           |  |
| Müller 70’, 74’ Jung 78’ | Marcatori |  |

| Arbitro: | Ott |

|                                         |           |              |
| Nickel 5’, 88’ Huberts 7’ Friedrich 80’ | Marcatori | 25’ Trimhold |

| Arbitro: | Hilker |

|  |           |           |
|  | Marcatori | 58’ Racky |

| Arbitro: | Schmidt |

|                                          |           |                 |
| Bechtold 38’, 68’ Friedrich 63’ Lotz 69’ | Marcatori | 18’ Linsenmaier |

| Arbitro: | Schumann |

|  |           |               |
|  | Marcatori | 68’ Friedrich |

| Arbitro: | Schulenburg |

|                                                    |           |                |
| Overath 13’ Jendrossek 37’ Flohe 44’, 56’ Löhr 90’ | Marcatori | 77’ Hölzenbein |

| Arbitro: | Schulz |

|                                       |           |            |
| Friedrich 66’ Huberts 82’ Schämer 87’ | Marcatori | 41’ Wimmer |

| Braunschweig 11 maggio 1968, ore 15:30 CET 32ª giornata | Eintracht Braunschweig | 0 – 0 referto | Eintracht Francoforte | Stadion an der Hamburger Straße (10 000 spett.)\| Arbitro: \| Eschweiler \| |
| Arbitro:                                                | Eschweiler             |               |                       |                                                                             |

| Arbitro: | Siepe |

|                              |           |          |
| Friedrich 25’ Hölzenbein 26’ | Marcatori | 45’ Heiß |

| Gelsenkirchen 25 maggio 1968, ore 15:30 CET 34ª giornata | Schalke 04 | 0 – 0 referto | Eintracht Francoforte | Glückauf-Kampfbahn (10 000 spett.)\| Arbitro: \| Schäfer \| |
| Arbitro:                                                 | Schäfer    |               |                       |                                                             |

### Coppa di Germania
| Arbitro: | Biwersi |

|                |           |                            |
| Hohnhausen 37’ | Marcatori | 50’ Friedrich 98’ Bechtold |

| Arbitro: | Spinnler |

|             |           |             |
| Overath 83’ | Marcatori | 51’ Schämer |

| Arbitro: | Deuschel |

|  |           |                |
|  | Marcatori | 86’ Jendrossek |

### Coppa delle Fiere
| Arbitro: | Izco |

|  |           |          |
|  | Marcatori | 9’ Baker |

| Arbitro: | Øberg |

|                                      |           |  |
| Baker 13’, 35’ Chapman 47’ Lyons 72’ | Marcatori |  |

## Statistiche

### Statistiche di squadra
| Competizione      | Punti | In casa | In casa | In casa | In casa | In casa | In casa | In trasferta | In trasferta | In trasferta | In trasferta | In trasferta | In trasferta | Totale | Totale | Totale | Totale | Totale | Totale | DR |
| Competizione      | Punti | G       | V       | N       | P       | Gf      | Gs      | G            | V            | N            | P            | Gf           | Gs           | G      | V      | N      | P      | Gf     | Gs     | DR |
| ----------------- | ----- | ------- | ------- | ------- | ------- | ------- | ------- | ------------ | ------------ | ------------ | ------------ | ------------ | ------------ | ------ | ------ | ------ | ------ | ------ | ------ | -- |
| Bundesliga        | 38    | 17      | 11      | 3       | 3       | 45      | 22      | 17           | 4            | 5            | 8            | 13           | 29           | 34     | 15     | 8      | 11     | 58     | 51     | +7 |
| Coppa di Germania | -     | 1       | 0       | 0       | 1       | 0       | 1       | 2            | 1            | 1            | 0            | 3            | 2            | 3      | 1      | 1      | 1      | 3      | 3      | 0  |
| Coppa delle Fiere | -     | 1       | 0       | 0       | 1       | 0       | 1       | 1            | 0            | 0            | 1            | 0            | 4            | 2      | 0      | 0      | 2      | 0      | 5      | -5 |
| Totale            | 38    | 19      | 11      | 3       | 5       | 45      | 24      | 20           | 5            | 6            | 9            | 16           | 35           | 39     | 16     | 9      | 14     | 61     | 59     | +2 |

### Andamento in campionato
| Giornata  | 1  | 2  | 3  | 4  | 5  | 6  | 7  | 8  | 9  | 10 | 11 | 12 | 13 | 14 | 15 | 16 | 17 | 18 | 19 | 20 | 21 | 22 | 23 | 24 | 25 | 26 | 27 | 28 | 29 | 30 | 31 | 32 | 33 | 34 |
| --------- | -- | -- | -- | -- | -- | -- | -- | -- | -- | -- | -- | -- | -- | -- | -- | -- | -- | -- | -- | -- | -- | -- | -- | -- | -- | -- | -- | -- | -- | -- | -- | -- | -- | -- |
| Luogo     | T  | C  | T  | C  | T  | C  | T  | C  | T  | C  | T  | C  | C  | T  | C  | T  | C  | C  | T  | C  | T  | C  | T  | C  | T  | C  | T  | C  | T  | T  | C  | T  | C  | T  |
| Risultato | P  | V  | N  | P  | V  | N  | P  | P  | P  | V  | N  | N  | P  | N  | V  | P  | N  | V  | P  | V  | V  | V  | P  | V  | P  | V  | V  | V  | V  | P  | V  | N  | V  | N  |
| Posizione | 17 | 12 | 13 | 12 | 11 | 11 | 12 | 13 | 14 | 14 | 14 | 14 | 14 | 14 | 14 | 14 | 14 | 13 | 14 | 13 | 13 | 11 | 14 | 9  | 12 | 11 | 9  | 6  | 6  | 8  | 6  | 5  | 5  | 6  |

Legenda:

Luogo: C = Casa; T = Trasferta. Risultato: V = Vittoria; N = Pareggio; P = Sconfitta.

### Statistiche dei giocatori
| Giocatore     | Bundesliga | Bundesliga | Bundesliga  | Bundesliga | Coppa di Germania | Coppa di Germania | Coppa di Germania | Coppa di Germania | Coppa delle Fiere | Coppa delle Fiere | Coppa delle Fiere | Coppa delle Fiere | Totale   | Totale | Totale      | Totale     |
| Giocatore     | Presenze   | Reti       | Ammonizioni | Espulsioni | Presenze          | Reti              | Ammonizioni       | Espulsioni        | Presenze          | Reti              | Ammonizioni       | Espulsioni        | Presenze | Reti   | Ammonizioni | Espulsioni |
| ------------- | ---------- | ---------- | ----------- | ---------- | ----------------- | ----------------- | ----------------- | ----------------- | ----------------- | ----------------- | ----------------- | ----------------- | -------- | ------ | ----------- | ---------- |
| E. Abbé       | 6          | 0          | 0           | 0          | 0                 | 0                 | 0                 | 0                 | 1                 | 0                 | 0                 | 0                 | 7        | 0      | 0           | 0          |
| W. Bechtold   | 21         | 12         | 0           | 1          | 2                 | 1                 | 0                 | 0                 | 0                 | 0                 | 0                 | 0                 | 23       | 13     | 0           | 1          |
| H. Bellut     | 6          | 0          | 0           | 0          | 1                 | 0                 | 0                 | 0                 | 1                 | 0                 | 0                 | 0                 | 8        | 0      | 0           | 0          |
| P. Blusch     | 29         | 1          | 0           | 0          | 3                 | 0                 | 0                 | 0                 | 2                 | 0                 | 0                 | 0                 | 34       | 1      | 0           | 0          |
| S. Bronnert   | 8          | 1          | 0           | 0          | 1                 | 0                 | 0                 | 0                 | 1                 | 0                 | 0                 | 0                 | 10       | 1      | 0           | 0          |
| S. Feghelm    | 0          | 0          | 0           | 0          | 0                 | 0                 | 0                 | 0                 | 0                 | 0                 | 0                 | 0                 | 0        | 0      | 0           | 0          |
| J. Friedrich  | 34         | 8          | 0           | 0          | 3                 | 1                 | 0                 | 0                 | 2                 | 0                 | 0                 | 0                 | 39       | 9      | 0           | 0          |
| J. Grabowski  | 17         | 3          | 0           | 0          | 0                 | 0                 | 0                 | 0                 | 1                 | 0                 | 0                 | 0                 | 18       | 3      | 0           | 0          |
| W. Huberts    | 29         | 6          | 0           | 0          | 3                 | 0                 | 0                 | 0                 | 1                 | 0                 | 0                 | 0                 | 33       | 6      | 0           | 0          |
| B. Hölzenbein | 11         | 2          | 0           | 0          | 0                 | 0                 | 0                 | 0                 | 0                 | 0                 | 0                 | 0                 | 11       | 2      | 0           | 0          |
| F. Jusufi     | 34         | 0          | 0           | 0          | 3                 | 0                 | 0                 | 0                 | 2                 | 0                 | 0                 | 0                 | 39       | 0      | 0           | 0          |
| J. Kalb       | 0          | 0          | 0           | 0          | 0                 | 0                 | 0                 | 0                 | 0                 | 0                 | 0                 | 0                 | 0        | 0      | 0           | 0          |
| G. Keifler    | 8          | 1          | 0           | 0          | 0                 | 0                 | 0                 | 0                 | 1                 | 0                 | 0                 | 0                 | 9        | 1      | 0           | 0          |
| H. Kraus      | 17         | 1          | 0           | 0          | 2                 | 0                 | 0                 | 0                 | 2                 | 0                 | 0                 | 0                 | 21       | 1      | 0           | 0          |
| P. Kunter     | 8          | 0          | 0           | 0          | 0                 | 0                 | 0                 | 0                 | 0                 | 0                 | 0                 | 0                 | 8        | 0      | 0           | 0          |
| H. Lindemann  | 0          | 0          | 0           | 0          | 0                 | 0                 | 0                 | 0                 | 0                 | 0                 | 0                 | 0                 | 0        | 0      | 0           | 0          |
| D. Lindner    | 26         | 0          | 0           | 0          | 3                 | 0                 | 0                 | 0                 | 1                 | 0                 | 0                 | 0                 | 30       | 0      | 0           | 0          |
| O. Lotz       | 33         | 6          | 0           | 0          | 3                 | 0                 | 0                 | 0                 | 2                 | 0                 | 0                 | 0                 | 38       | 6      | 0           | 0          |
| F. Lutz       | 3          | 0          | 0           | 0          | 0                 | 0                 | 0                 | 0                 | 0                 | 0                 | 0                 | 0                 | 3        | 0      | 0           | 0          |
| B. Nickel     | 9          | 3          | 0           | 0          | 2                 | 0                 | 0                 | 0                 | 0                 | 0                 | 0                 | 0                 | 11       | 3      | 0           | 0          |
| H. Racky      | 11         | 1          | 0           | 0          | 1                 | 0                 | 0                 | 0                 | 1                 | 0                 | 0                 | 0                 | 13       | 1      | 0           | 0          |
| L. Schämer    | 34         | 5          | 0           | 0          | 3                 | 1                 | 0                 | 0                 | 1                 | 0                 | 0                 | 0                 | 38       | 6      | 0           | 0          |
| W. Solz       | 13         | 5          | 0           | 0          | 2                 | 0                 | 0                 | 0                 | 0                 | 0                 | 0                 | 0                 | 15       | 5      | 0           | 0          |
| I. Sztáni     | 7          | 1          | 0           | 0          | 0                 | 0                 | 0                 | 0                 | 1                 | 0                 | 0                 | 0                 | 8        | 1      | 0           | 0          |
| H. Tilkowski  | 26         | 0          | 0           | 0          | 3                 | 0                 | 0                 | 0                 | 2                 | 0                 | 0                 | 0                 | 31       | 0      | 0           | 0          |
| G. Trinklein  | 0          | 0          | 0           | 0          | 0                 | 0                 | 0                 | 0                 | 0                 | 0                 | 0                 | 0                 | 0        | 0      | 0           | 0          |
| K. Wirth      | 4          | 0          | 0           | 0          | 0                 | 0                 | 0                 | 0                 | 1                 | 0                 | 0                 | 0                 | 5        | 0      | 0           | 0          |